# Casa de Visconti
La Casa de Visconti (en italiano: Casa Visconti) es una antigua familia de la nobleza italiana cuyo fundador fue Eriprando Visconti. Su descendiente, Otón Visconti, tomó el control de la ciudad-estado de Milán venciendo a sus principales rivales, la familia Della Torre, en 1277. 
Gobernaron el norte de Italia durante parte de la Edad Media y los primeros años del Renacimiento, primero como señores de Milán, luego —desde 1395— como duques de Milán. La dinastía familiar terminó con la muerte de Filippo María Visconti en 1447, que fue sucedido, luego de un breve lapso republicano, por su yerno Francisco Sforza. 
De Uberto, hermano de Mateo I, surge la rama lateral de los duques de Modrone. A esta familia pertenece Luchino Visconti, uno de los más prominentes directores de cine del neorrealismo italiano.

## Orígenes

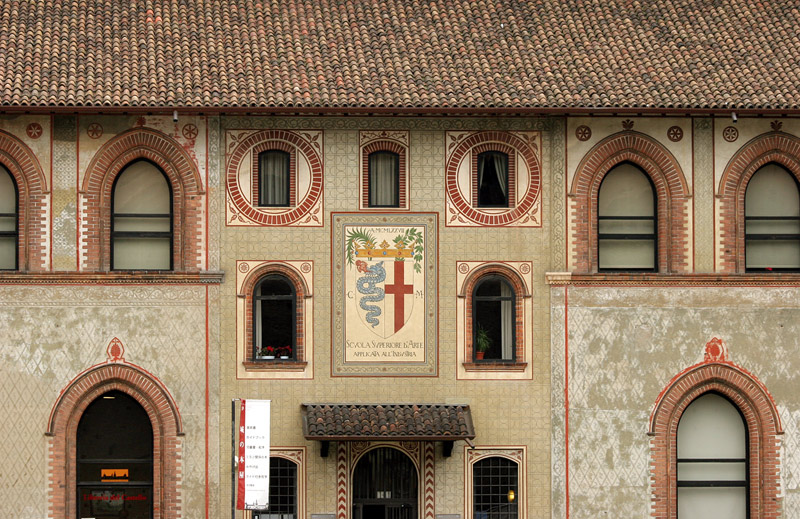
Detalle del castillo de Visconti en Milán, obra de Beltrami.

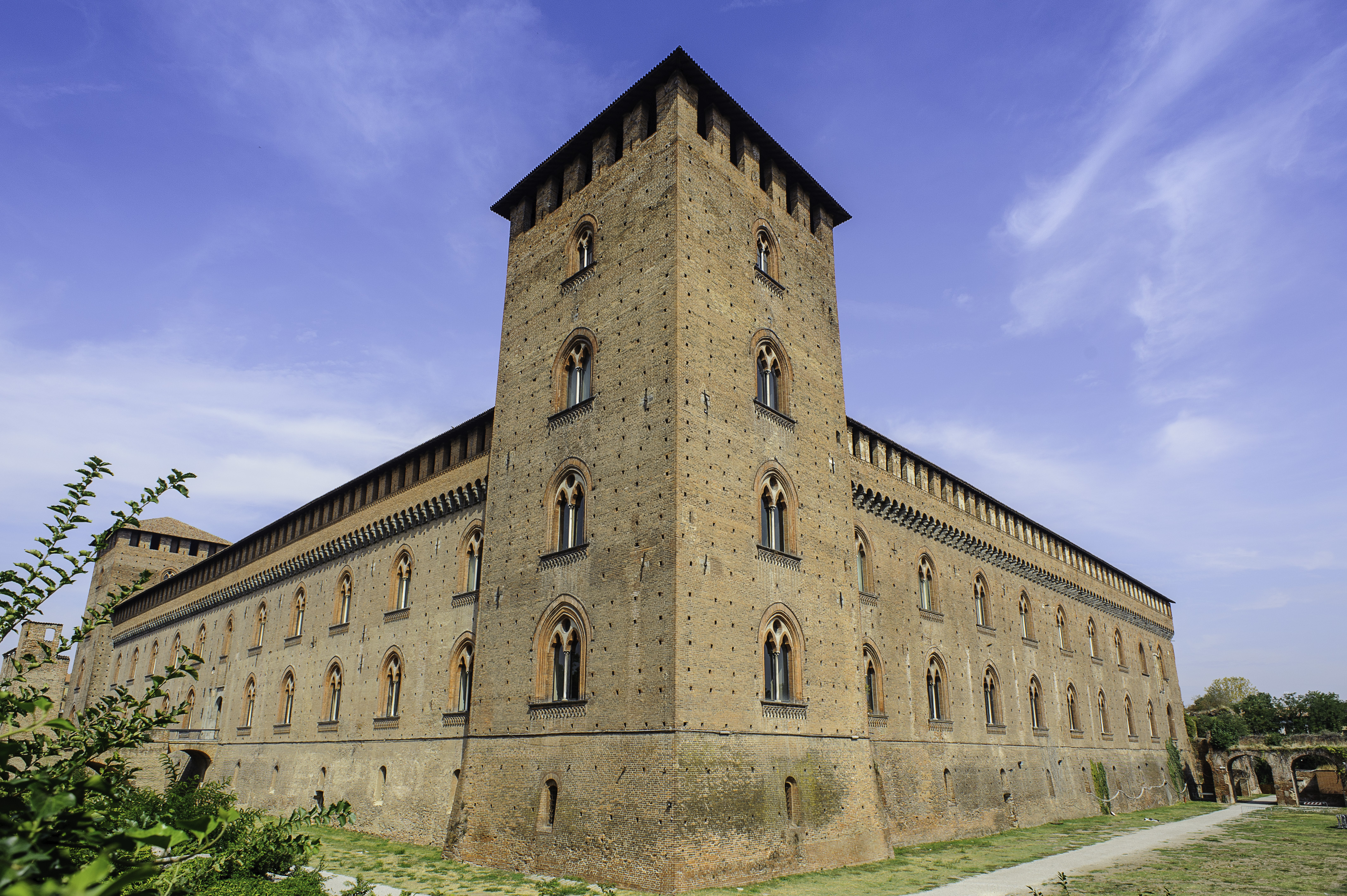
Castillo Visconteo de Pavía.

Escudo de armas de los Visconti de Gallura, representado por un gallo.

Los primeros miembros del linaje Visconti aparecieron en Milán en la segunda mitad del siglo XI. La primera evidencia es el 5 de octubre de 1075, cuando "Ariprandus Vicecomes" y "Otto Vicecomes filius Ariprandi" asistieron y firmaron juntos algunos documentos legales en Milán. Se cree que la familia de Ariprando Visconti y su hijo Ottone preexistieron en Milán y obtuvieron el título de vizcondes, que luego se convirtió en hereditario durante todo el descenso masculino.
En los años posteriores a 1075, Otón Visconti se muestra en proximidad de los soberanos de la dinastía Salia, Enrique IV y su hijo Conrado. Esta relación se confirma por las circunstancias de su muerte, que ocurrió en Roma en 1111, cuando fue asesinado después de un intento de defender a Enrique V de un asalto. En los primeros documentos donde aparecen, Ottone y su descendencia declararon que acataron la ley lombarda y actuaron en relación con otras familias milanesas de la clase alta noble (capitanei). Una relación con la Litta, una familia subordinada a los Visconti en la jerarquía feudal, también está documentada. Estas circunstancias hacen evidente su participación en la sociedad milanesa en los años anteriores a 1075 y, en última instancia, su origen lombardo.
En 1134, Guido Visconti, hijo de Otón, recibió en la Abadía de San Galo la investidura de la corte de Massino, una ubicación estratégica en las colinas sobre el lago Maggiore, cerca de Arona, donde otro miembro de la familia estaba presente en el segunda mitad del siglo XII como guardián de la fortaleza arzobispal local. En 1142, la investidura fue confirmada por el Rey Conrado III, en un diploma entregado a Guido en Ulm. Otro diploma real, emitido por Conrado III en 1142 también, atestigua el derecho de los Visconti al fodrum en Albusciago y Besnate. Sobre la base de un documento del año 1157, los Visconti fueron considerados titulares de la capitanía de Marliano (hoy Mariano Comense) desde la época del arzobispo Landulfo; sin embargo, la documentación disponible no puede inferir tal conclusión.
Un segundo Otón, hijo de Guido, está atestiguado en las fuentes documentales entre los años 1134 y 1192. El papel principal de Ottone en la vida política de la comuna milanesa surge en el período de la confrontación con Federico Barbarroja: su nombre es el primero en ser citado, el 1 de marzo de 1162, en el grupo de líderes milaneses que se rindieron al emperador después de la capitulación de la ciudad que tuvo lugar en las semanas anteriores. Miembro de la siguiente generación, Ariprando fue obispo de Vercelli entre 1208 y 1213, cuando también desempeñó el papel de legado papal para Inocencio III. Un intento de que fuera elegido arzobispo de Milán fracasó en 1212 en medio de crecientes tensiones entre facciones opuestas dentro de la ciudad. Su muerte, en 1213, probablemente fue causada por envenenamiento.
La familia se dispersó en varias ramas, algunas de las cuales fueron feudos confiados lejos de la metrópoli lombarda; Se dice que el que dio a los señores medievales de Milán descendía de Uberto, quien murió en la primera mitad del siglo XIII. Los miembros de las otras ramas agregaban con frecuencia a su apellido el nombre del lugar donde eligieron vivir y donde había un castillo disponible para su residencia. El primero de estos casos fueron los Visconti de Massino, los Visconti de Invorio y los Visconti de Oleggio Castello. En estas localidades, el castillo (Massino), sus restos (Invorio) o una reconstrucción posterior del edificio inicial (Oleggio Castello) siguen siendo visibles hoy.

## Señores y duques de Milán

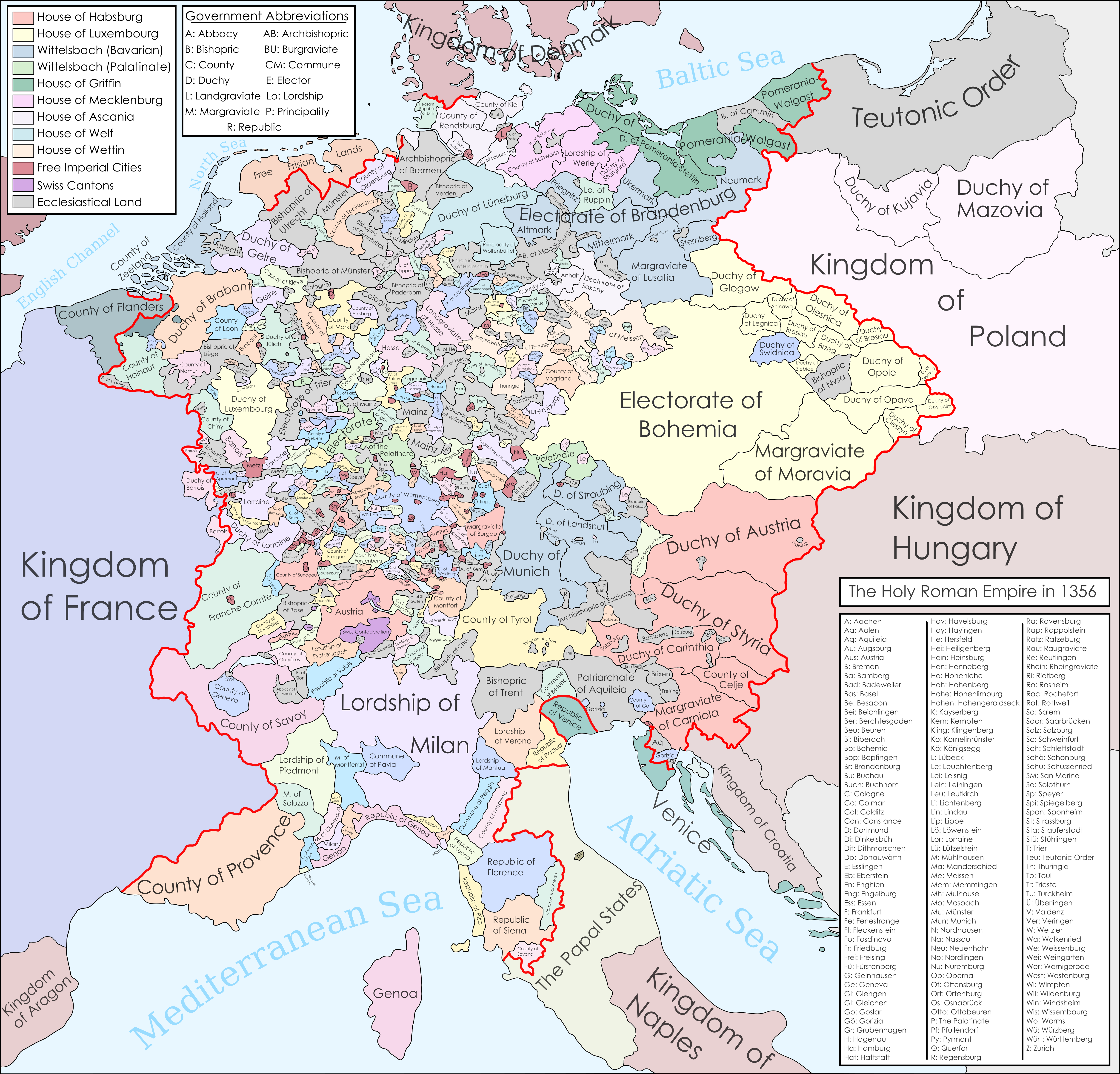
Los dominios Visconti en el 1356.

Los Visconti gobernaron Milán hasta principios del Renacimiento, primero como Señores, luego, a partir de 1395, con el poderoso Gian Galeazzo, que se esforzó por unificar el norte de Italia y la Toscana, como duques. El gobierno de los Visconti en Milán terminó con la muerte de Filippo Maria Visconti en 1447. Fue sucedido por una república de corta duración y luego por su yerno Francisco I Sforza, quien estableció el reinado de la Casa de Sforza.

### Ascenso al señorío
Con la muerte de Federico II en 1250 y el cese de la guerra de la Liga Lombarda contra él, que fue una razón para que la comuna milanesa se uniera en su defensa, comenzó un período de conflictos entre facciones rivales dentro de la ciudad. La familia Della Torre adquirió progresivamente el poder en Milán después de 1240, cuando Pagano Della Torre asumió el liderazgo de la Credenza di Sant'Ambrogio, un partido político con una base popular. Esto les permitió tener un papel en la recaudación de impuestos de la comuna (estimación), que era esencial para financiar la guerra contra Federico II mientras afectaba a los grandes terratenientes. En 1247 Pagano fue sucedido por su sobrino Martín della Torre. Para subrayar la preeminencia de su posición, se creó el nuevo papel de Senior de la Credenza (Anziano della Credenza). En esta posición, los Della Torre comenzaron a enfrentarse con las familias nobles milanesas organizadas en su propio partido político, las Societas Capitaneorum et Valvassorum, con los Visconti entre las figuras más prominentes. Después de un período de disturbios entre las partes opuestas, en 1258 se firmó la llamada Paz de Sant'Ambrogio entre las partes, fortaleciendo la posición de La Credenza y La Motta (un segundo partido político con tendencias populares).
La paz fue socavada por nuevos eventos a favor de la Della Torre. A finales de 1259, Oberto Pallavicino, un ex partidario de Federico II que se acercó a los puestos de Guelfos de los Della Torre, fue nombrado por la comuna milanesa durante cinco años Capitán General del Pueblo. La posición de Pallavicino en Milán fue enormemente mejorada por la victoria que obtuvo en la Batalla de Cassano el 16 de septiembre de 1259, contra Ezzelino da Romano, anteriormente su aliado en el lado Gibelino en la guerra contra Milán, la Liga Lombardo y el papado. En Ezzelino, los nobles expulsados de Milán durante los enfrentamientos que precedieron a la paz de Sant'Ambrogio pusieron sus esperanzas de volver a la ciudad a su antiguo poder. En 1264, cuando Pallavicino dejó su cargo (preparando otro cambio de alianza), Martin Della Torre siguió siendo el único gobernante de Milán y de hecho su Señor. Un evento decisivo en el enfrentamiento entre las facciones de Della Torre y Visconti fue el nombramiento de Otón Visconti como arzobispo de Milán en 1262. El papa Urbano IV prefirió a Otón por sobre Raimondo, otro miembro candidato de la familia Della Torre. Prevenido de asumir su cargo y obligado por la facción opuesta a permanecer fuera de la ciudad, Otón intentó establecerse en Arona, en la frontera de la archidiócesis milanesa. A finales de 1263, las fuerzas de Della Torre con el apoyo de Oberto Pallavicino lo desalojaron de Arona. Otón buscó refugio en el centro de Italia cerca del papa. La facción de los Della Torre, bajo la dirección de Filippo Della Torre, hermano de Martino y su sucesor después de 1263, aprovechó también el favor de Carlos de Anjou. Milán forjó una alianza con él y con otras ciudades del norte de Italia (Liga Guelfa) para luchar contra los Hohenstaufen en el sur de Italia. Francesco Della Torre dirigió la expedición milanesa en el sur de Italia, que terminó en 1266 con la victoria aliada contra Manfredo de Sicilia en la Batalla de Benevento. Carlos de Anjou se convirtió en el nuevo Rey de Sicilia, teniendo también un dominio indirecto (ejercido a través del Della Torre) en Milán.
Tratando de aprovechar el momento favorable, en 1266, Della Torre hizo un intento de defender su causa contra los Visconti en un concilio celebrado por el Papa Clemente IV en Viterbo y al que asistió el arzobispo Otón. A pesar de la presencia de un delegado de Carlos de Anjou, la decisión del Papa fue a favor de Otón. Luego, el Papa intentó apaciguar a las facciones milanesas mediante un juramento de lealtad exigido a su población. Parte de ello fue la aceptación de Otón como arzobispo. Los eventos, sin embargo, fueron cambiados nuevamente por nuevas circunstancias a favor de Della Torre. A finales de 1266 en Alemania se tomó la decisión de apoyar a Conradino, el último miembro de la dinastía Hohenstaufen, en un intento por recuperar los dominios en el sur de Italia perdidos después de la derrota de Benevento y la muerte de Manfredo de Sicilia. Esto restableció nuevamente a Della Torre en su posición de líderes de la Liga Guelfa. Además, en 1268, Clemente IV murió, iniciando un período de vacante papal que dejó sin consecuencias prácticas las disposiciones a favor de Otón.
Después del final definitivo de la amenaza Hohenstaufen (Conradino fue derrotado y ejecutado en Nápoles en 1268), el enfrentamiento entre las dos facciones milanesas asumió cada vez más una connotación militar. Una figura destacada en el lado de Visconti fue Simone Orelli da Locarno, cuya habilidad militar se convirtió en legendaria durante las guerras contra Federico II. A pesar de esto, estando a favor de los Visconti, fue arrestado en 1263 y encarcelado en Milán. En 1276 fue liberado en el contexto de un compromiso entre las dos facciones sobre Como y después de su promesa de no actuar contra los Della Torre. Se unió por completo al ejército de Visconti asumiendo el papel de Capitán General. Las fuerzas de Visconti se aprovecharon progresivamente en el área del lago Maggiore. En 1276 Tebaldo Visconti, sobrino de Otón, fue capturado con otras figuras destacadas de las fuerzas Visconti. Traídos a Gallarate, fueron ejecutados por decapitación. Los Visconti finalmente derrotaron al ejército de Della Torre en la decisiva Batalla de Desio el 27 de enero de 1277, abriendo el camino para que Otón entrara en Milán. Napoleón della Torre, hijo de Pagano, fue arrestado con otros miembros de la familia Della Torre. Murió en la cárcel unos meses después. En general, se considera que estos eventos marcan la base del señorío Visconti en Milán.

### Los gobernantes y sus familias

#### Matteo, Galeazzo, Azzone, Luchino y Giovanni (1311-1354)
Al acuerdo de reconciliación con Della Torre, alcanzado en diciembre de 1310 por iniciativa de Enrique VII, asistieron Mateo, su hermano Uberto y su primo Ludovico, también conocido como Lodrisio. En los años siguientes, Mateo actuó solo como Señor de Milán y, después de él, la autoridad en la ciudad y sobre un territorio en crecimiento en el norte y centro de Italia fue asumida por siete miembros de su descendencia a lo largo de cuatro generaciones. Mateo gobernó durante unos once años, proporcionando a su familia la base legal para el señorío hereditario en Milán y extendiendo el territorio bajo influencia milanesa contra los oponentes tradicionales de los Visconti: las dinastías Della Torre y Anjou aliadas con el papado. Después de ser acusado de nigromancia y herejía, fue condenado por la Iglesia. Buscando una reconciliación, transfirió el poder a su hijo mayor Galeazzo y dejó Milán para ir al monasterio agustino de Crescenzago, donde murió en 1322.
Después de la muerte de Mateo, Galeazzo asoció a sus hermanos Marco, Luchino, Stefano y Giovanni (un clérigo) en los controles de los dominios heredados. Murió cinco años después, sucedido por su hijo Azzone, que gobernó entre 1329 y 1339. Stefano, casado con Valentina Doria de Génova, murió en 1327 en circunstancias poco claras. Dejó tres hijos: Mateo (Mateo II), Bernabò y Galeazzo (Galeazzo II). Marco cayó en desgracia y fue asesinado por sicarios en 1329. La muerte de dos hermanos limitó las futuras sucesiones a Luchino, Giovanni (desde 1342 arzobispo de Milán) y los tres hijos de Stefano.
Durante el gobierno de Azzone, Lodrisio (el primo de Mateo que en 1310 asistió a la reconciliación con los Della Torre) se alzó contra él tratando de revertir la línea de sucesión en favor de su propia familia. Obtuvo el apoyo de la familia Della Scala de Verona, pero en 1339, en la Batalla de Parabiago, fue derrotado por un ejército dirigido por Azzone y respaldado por sus tíos Luchino y Giovanni. Cuando Azzone murió, en 1339, la corta edad de sus hijos motivó la transferencia del poder a su tío Luchino, quien gobernó hasta su muerte en 1349. Durante este período, los tres hijos de Stefano fueron sospechosos de una conspiración contra él. El arzobispo Giovanni los envió lejos de Milán, salvándolos de la posible reacción violenta de Luchino.
Después de la muerte de Luchino, el poder fue transferido a Giovanni. Bajo su gobierno, la expansión territorial continuó (a Génova y Bolonia) como resultado de su diplomacia. Parte de sus iniciativas fueron los matrimonios de los hijos de Stefano con miembros de las dinastías nobles cercanas del norte de Italia: en 1340 Mateo II a Egidiola Gonzaga, en 1350 Bernabò a Regina Della Scala y Galeazzo II a Bianca de Saboya. En 1353 Petrarca aceptó una invitación de Giovanni y se mudó a Milán, donde vivió hasta 1361. Participó en las iniciativas diplomáticas de Visconti, proporcionando en sus cartas relatos de primera mano de su vida en Milán y de los eventos familiares de Visconti.

#### Señorío conjunto de Matteo II, Bernabé y Galeazzo II (1354-1385)
El 5 de octubre de 1354 murió el arzobispo Giovanni. En su honor, pocos días después, Petrarca celebró una oración conmemorativa. En el mismo mes, los tres hijos de Stefano acordaron compartir el poder, dividiendo los dominios de Visconti de acuerdo con criterios geográficos. Matteo II murió al año siguiente y su territorio se dividió entre Bernabé y Galeazzo II. Los dos hermanos establecieron sus cortes por separado: Bernabé en Milán, Galeazzo II en Pavía. A través de los matrimonios de sus hijos e hijas, Bernabé y Galeazzo II extendieron las relaciones de Visconti a varias otras dinastías nobles europeas.
En 1360, Gian Galeazzo, el hijo mayor de Galeazzo II, se casó con Isabel de Valois, hija del rey Juan II de Francia. El matrimonio fue el resultado de una negociación en la que también participó Petrarca con un viaje a París y que llevó a los Visconti a contribuir con 600,000 francos al rescate pagado por Francia a Inglaterra para obtener la libertad del Rey en un episodio de la Guerra de los Cien Años. Violante, la hija mayor de Galeazzo II, se casó en 1368 con Leonel de Amberes, duque de Clarence, tercer hijo del rey Eduardo III de Inglaterra. Después de la muerte de su esposo, solo unos meses después del matrimonio, en 1377 Violante se casó con Secondotto, marqués de Montferrato. Enviudó nuevamente un año después y en 1381 se casó con su primo Ludovico, uno de los hijos de Bernabé.
Bernabé y su esposa Beatrice Regina della Scala tuvieron 15 hijos. Nueve hijas (Tadea, Viridis, Valentina, Inés, Antonia, Maddalena, Anglesia, Lucia e Isabel) se casaron con vástagos de otras dinastías europeas, conectando a los Visconti con las casas de Wittelsbach (Tadea, Maddalena, Isabel), Habsburgo (Viridis), Poitiers-Lusignan (Valentina, Anglesia), Württemberg (Antonia), Gonzaga (Inés), Kent (Lucía). Sus hijos Marcos y Carlos se casaron respectivamente con Isabel de Baviera y Beatriz de Armañac. Catalina, otra hija de Bernabé, se casó en 1380 con su primo Gian Galeazzo, viudo de Isabel de Valois, quien murió en 1373 en Pavía mientras daba a luz a su cuarto hijo.
Cuando Galeazzo II murió en 1378, su hijo Gian Galeazzo era el único heredero de su mitad de los territorios Visconti. Bernabé, siendo 28 años mayor que su sobrino, tendió a asumir un papel de liderazgo hacia él. Los dos Visconti tenían diferentes personalidades y estilos de gobierno: instintivos, de mal genio y creador de un régimen terrorista Bernabé; circunspecto y relativamente amable con sus súbditos Gian Galeazzo. En los años siguientes, la relación entre los dos Visconti se deterioró progresivamente.
Pocos meses después de la muerte de su esposa y consejera, Bernabé fue depuesto por su sobrino mediante un golpe de Estado, probablemente preparado durante años y guardado en secreto. El 5 de mayo de 1385, acompañado por sus generales (Jacopo dal Verme, Antonio Porro y Guglielmo Bevilacqua) y con una fuerte escolta armada, Gian Galeazzo se mudó de Pavía para un aparente viaje de peregrinación a Santa Maria del Monte di Velate, cerca de Varese. Al día siguiente, pasando por Milán, se reunió con Bernabé para lo que se esperaba que fuera un saludo familiar. Bernabé, sin protección, fue interceptado y arrestado. El golpe condujo también al arresto de dos hijos de Bernabé, que lo acompañaban.
Las personas que viven en los dominios de Bernabé, en primer lugar los milaneses, se sometieron rápidamente a Gian Galeazzo, una actitud ampliamente atribuida a su deseo de abandonar el régimen despiadado en el que habían estado viviendo. Encarcelado en su propio castillo en Trezzo sull'Adda, Bernabé murió unos meses después después de recibir una comida envenenada.

#### Gian Galeazzo, único gobernante y duque de Milán (1385-1402)
La muerte de Bernabé dejó a Gian Galeazzo como único gobernante de los territorios Visconti. Los hijos de Bernabé arrestados con él (Luis y Rodolfo) pasaron el resto de su vida en la cárcel; Los tres todavía libres (Marcos, Carlos y Mastino) vivían lejos de Milán y nunca representaron una amenaza para Gian Galeazzo. Solo los Della Scala en Verona, la familia de su madre, continuaron apoyándolos, pero terminaron su vida en el exilio, en Baviera y en Venecia, después de haber llegado a un acuerdo con su primo. Las hijas más jóvenes y solteras de Bernabé (Anglesia, Lucía, Isabel) continuaron su vida en Pavía bajo el cuidado de su hermana Catalina, la segunda esposa de Gian Galeazzo, hasta su boda.
Para su corte, Gian Galeazzo prefirió Pavia a Milán. Allí continuó desarrollando la famosa biblioteca del castillo y apoyando a la universidad local. La relación entre Gian Galeazzo y la familia real francesa, interrumpida por la muerte de su primera esposa Isabel, fue revivida por su hija Valentina, quien se casó en 1389 con Luis I, duque de Orleans, hermano de Carlos VI, rey de Francia. Los tres hijos de Gian Galeazzo e Isabel murieron antes de llegar a la edad adulta.
Gian Galeazzo y Catalina tuvieron dos hijos: Giovanni Maria en 1388 y Filippo Maria en 1392. En 1395 Gian Galeazzo obtuvo del emperador Wenceslao IV de Bohemia, por el precio de 100.000 florines, el título de duque de Milán. Durante los años de su gobierno, los dominios Visconti alcanzaron la mayor extensión territorial en el norte y centro de Italia. De todos los dominios de los años anteriores, solo Génova, gobernada por el arzobispo Giovanni, quedó excluida. Después de una breve enfermedad, la peste o la gota, Gian Galeazzo murió el 3 de septiembre de 1402.

#### Giovanni Maria y Filippo Maria (1402-1447)
Las dificultades planteadas a la corte de Visconti por la inesperada muerte de Gian Galeazzo se revelan por el secreto bajo el cual se mantuvo la noticia de la misma. El funeral se celebró un par de meses después de su muerte. Los dos hijos, que solo tenían 12 y 10 años, permanecieron bajo el cuidado de su madre Catalina. Se creó un Consejo de Regencia con el papel principal de Facino Cane, uno de los generales de Gian Galeazzo, pero pronto surgieron contrastes dentro de él. En 1404 Giovanni Maria asumió formalmente el poder. Gobernando bajo la influencia de Facino Cane, obligó a su madre a abandonar Milán para Monza. Allí, ella terminó en manos de dos de los hijos ilegítimos de Bernabé, quienes probablemente causaron su muerte.
Con Giovanni Maria comenzó un período de crisis política. La política de Facino Cane, quien por sí mismo obtuvo el título de Conde de Biandrate, favoreció a los poderes locales y condujo a la fragmentación de la unidad territorial. Las regiones periféricas se perdieron ante las potencias cercanas. Esta situación terminó en 1412 con la muerte de Facino Cane. Pocos meses después, una conspiración contra Giovanni Maria puso fin a su reinado y vida. En el mismo año, su hermano Filippo Maria se casó con la viuda de Facino Cane, Beatriz de Tenda, de 42 años, aprovechando una disposición testamentaria a favor de cualquier Visconti que se hubiera casado con ella. El matrimonio terminó con la acusación de adulterio a Beatriz, su encarcelamiento y la sentencia de muerte, llevada a cabo en el castillo de Binasco en 1418.
En 1428, Filippo Maria se casó en segundas nupcias con María de Saboya, pero nunca tuvieron hijos. En 1425 su amante Agnese Del Maino dio a luz a una hija ilegítima, Bianca Maria. Considerada por su padre como su único heredero, ella creció con su madre en los castillos de Abbiategrasso y Cusago. En 1432 Bianca Maria se comprometió con Francisco Sforza, un condottiero de Filippo Maria. En 1441 se casó con él, otorgándole la sucesión del Ducado de Milán. Un signo de su matrimonio es visible hoy en las iglesias gemelas de Santa Maria Incoronata en Milán.

#### Los herederos de Bianca Maria y Valentina, duques de Milán (1450-1535)
Después de la muerte de Filippo Maria en 1447 y la efímera República Ambrosiana, en 1450 Francisco Sforza se convirtió en el nuevo duque de Milán. Bianca Maria y su esposo iniciaron una nueva dinastía que gobernó Milán de manera discontinua hasta 1535.
Cuando Luis XII de Francia entró en Milán en 1499 durante de la Segunda guerra italiana, aprovechó una cláusula del contrato de matrimonio de su abuela Valentina, la hija de Gian Galeazzo, y asumió el título de duque de Milán. Después de su muerte y el corto gobierno de Maximiliano Sforza (1512-1515), el ducado fue heredado por su hijo Francisco I. Después de que Francia fue derrotada por un ejército imperial-español en la batalla de Pavía en 1525, el gobierno de Milán fue asumido nuevamente por un Sforza, Francisco II. Su muerte y una nueva guerra llevaron al Ducado de Milán a manos de Felipe II de España, poniendo fin a la línea de sucesión iniciada por Otón y Mateo Visconti.

## Viviendas de Visconti

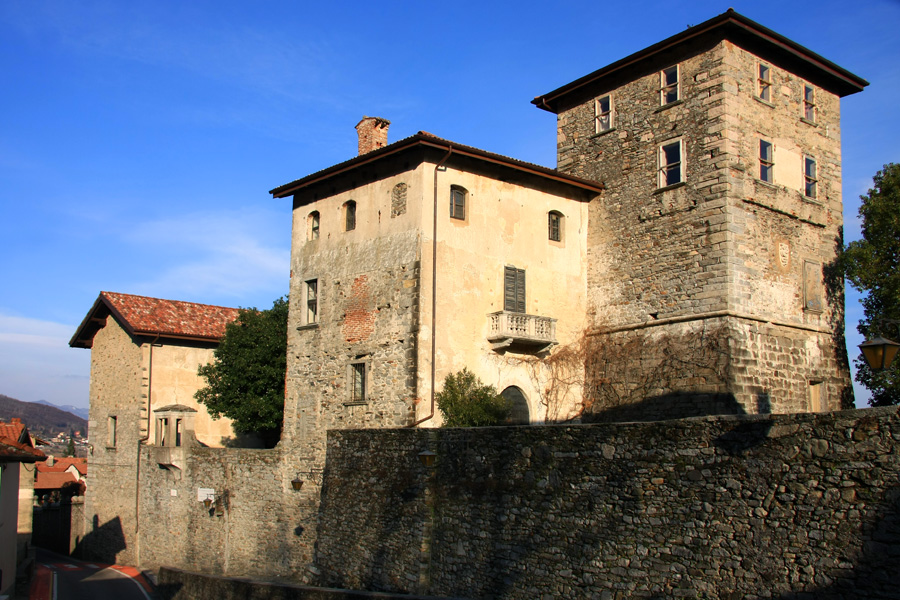
Castillo de Massino Visconti.

De las casas construidas y habitadas por los Visconti, recuerda en particular:
- Palacio Visconti en Taranto,
- Castillo Visconti en Milán,
- Castillo en la ciudad de Pagazzano de Pagazzano,
- Castillo Sforzesco en Milán,
- Granja Boscaiola, la caza de focas en el centro de Milán,
- Castillo Visconti en Pavía,
- Castillo Massino Visconti en la ciudad de Massino Visconti.

## Gobernantes de Milán
- Otón Visconti, arzobispo de Milán, 1277-1294
- Mateo I Visconti 1294-1302 y 1311-1322
- Galeazzo I Visconti 1322-1327
- Azzone Visconti 1329-1339
- Luchino I Visconti 1339-1349
- Bernabé Visconti 1349-1385
- Galeazzo II Visconti 1349-1378
- Mateo II Visconti 1349-1355
- Gian Galeazzo Visconti 1378-1402
- Giovanni Maria Visconti 1402-1412
- Filippo Maria Visconti 1412-1447

Familia visiconty (mexico) 1950

## Árbol genealógico familiar (sigloXIIIa 1447)
En términos históricos se cree que fue una de las familias de capitanes que el arzobispo Landolfo (978-998) invistió con los feudos llamados caput plebis. La documentación relativa data de 1157 y muestra que los Visconti eran propietarios de la capitanía de Marliano (la actual Mariano Comense). En la época contemporánea, sin embargo, antes de 1070, obtuvieron el cargo público de vizconde que luego pasó a ser hereditario para todos los descendientes varones (Biscaro, ASL, I mayor de los Visconti de Milano). A la función de vizcondes, o vicarios del conde, se unió la adopción de la insignia con una víbora que se traga un rojo sarraceno, todavía en el escudo de armas de la Comuna de Milán. Pronto la familia se dividió en diferentes ramas, algunas de las cuales se invistieron en feudos lejanos de Milán, mientras que la rama que dio a la ciudad la dinastía noble descendiente de Umberto, quien murió en la primera mitad del siglo XII.
Su hijo Ottone (1207-1295) fue investido en 1262 con el arzobispado y, apoyado por sus capitanes y vasallos, libró una larga lucha contra la facción popular encabezada por Della Torre, contra la que prevaleció en Desio en 1277. Hizo elegir capitano del popolo, en 1287,  al bisnieto Mateo I (1250-1322), a quien el Rey de romanos Adolfo de Nassau vendió el vicariato en 1294. La resistencia del bando contrario llevó al destierro de los Visconti en 1302, sin embargo en 1310, gracias al apoyo de emperador Enrique VII, los Visconti regresaron a Milán. La reacción güelfa y pontificia no se hizo esperar, llevando a Mateo I a abdicar en favor de su hijo Galeazzo (1277-1328) que la afrontó valientemente hasta que fue hecho prisionero por el emperador Luis IV de Baviera (1327). De sus hermanos, Marco (fallecido en 1329) fue condottiero, mientras que Luchino (1292-1349) y Giovanni (1290-1354) asumieron el señorío tras la muerte de Azzone (1302-1339), hijo de Galeazzo I, que lo hizo recuperar en 1329. Luchino Novello (muerto en 1399), hijo de Luchino, fue asesinado por Giovanni. La dinastía fue continuada por la descendencia de Stefano, hijo de Matteo I, cuyos tres hijos Mateo II (1319-1355), Galeazzo II (1320-1378) y Bernabò (1323-1385), le dieron prestigio y poder. Galeazzo II fue sucedido en 1378 por su hijo Gian Galeazzo (1351-1402), quien en 1385 hizo prisionero a su tío Bernabò, cuya hija se había casado con Caterina (fallecida en 1404), y en 1395 fue reconocido como primer duque de Milán por el emperador Wenceslao. Mientras su hija Valentina (1366-1408) se casaba con Luis I, duque de Orleans, su hijo Giovanni Maria (1389-1412) lo sucedió en un segundo matrimonio.
Tras el nombramiento de Gian Galeazzo Visconti como duque de Milán (1395), los Visconti encomendaron a los escritores de la corte la redacción de la leyenda relativa a la genealogía familiar que remontaba sus orígenes a la ascendencia troyana, identificando a Anglo como el progenitor, hijo de Eneas, a a quien se le atribuyó la fundación de Angera.
En el siguiente árbol genealógico simplificado se sombrean los miembros de la familia Visconti que fueron señores/duques de Milán.
|  |  |                                         |                                         |                                         |                                         |                                         |                                         |  |  |                |                |                |                |                |                |  |  |                                          |                                          |                                          |                                          |                                                                                                   |                                                                                                   |                                                                                                   |                                                                                                   |                                                                                                   |                                                                                                   |                                                      |                                                      |                                                      |                                                      |  |  |                                                                 |                                               |                                               |                                               | Uberto Visconti (?-1248)                      |                                               |  |  |                                                  |                                                  |                                                  |                                                  | |                                                  |  |  |                                                 |                                                 |                                                 |                                                 |                                                 |                                                 |  |  |  |  |  |  |  |  |  |  |  |  |  |  |  |  |  |  |  |  |
|  |  |                                         |                                         |                                         |                                         |                                         |                                         |  |  |                |                |                |                |                |                |  |  |                                          |                                          |                                          |                                          |                                                                                                   |                                                                                                   |                                                                                                   |                                                                                                   |                                                                                                   |                                                                                                   |                                                      |                                                      |                                                      |                                                      |  |  |                                                                 |                                               |                                               |                                               |                                               |                                               |  |  |                                                  |                                                  |                                                  |                                                  | |                                                  |  |  |                                                 |                                                 |                                                 |                                                 |                                                 |                                                 |  |  |  |  |  |  |  |  |  |  |  |  |  |  |  |  |  |  |  |  |
|  |  |                                         |                                         |                                         |                                         |                                         |                                         |  |  |                |                |                |                |                |                |  |  |                                          |                                          |                                          |                                          |                                                                                                   |                                                                                                   |                                                                                                   |                                                                                                   |                                                                                                   |                                                                                                   |                                                      |                                                      |                                                      |                                                      |  |  |                                                                 |                                               |                                               |                                               |                                               |                                               |  |  |                                                  |                                                  |                                                  |                                                  | |                                                  |  |  |                                                 |                                                 |                                                 |                                                 |                                                 |                                                 |  |  |  |  |  |  |  |  |  |  |  |  |  |  |  |  |  |  |  |  |
|  |  |                                         |                                         |                                         |                                         |                                         |                                         |  |  |                |                |                |                |                |                |  |  |                                          |                                          |                                          |                                          |                                                                                                   |                                                                                                   |                                                                                                   |                                                                                                   | Azzone (?-?)                                                                                      | Azzone (?-?)                                                                                      | Azzone (?-?)                                         | Azzone (?-?)                                         | Azzone (?-?)                                         | Azzone (?-?)                                         |  |  | Andreotto (?-?)                                                 | Andreotto (?-?)                               | Andreotto (?-?)                               | Andreotto (?-?)                               | Andreotto (?-?)                               | Andreotto (?-?)                               |  |  | Otón (1207-1295) (señor, 1277-1278 y 1282-1285)  | Otón (1207-1295) (señor, 1277-1278 y 1282-1285)  | Otón (1207-1295) (señor, 1277-1278 y 1282-1285)  | Otón (1207-1295) (señor, 1277-1278 y 1282-1285)  | Otón (1207-1295) (señor, 1277-1278 y 1282-1285) | Otón (1207-1295) (señor, 1277-1278 y 1282-1285)  |  |  | Obizzo (?-?)                                    | Obizzo (?-?)                                    | Obizzo (?-?)                                    | Obizzo (?-?)                                    | Obizzo (?-?)                                    | Obizzo (?-?)                                    |  |  |  |  |  |  |  |  |  |  |  |  |  |  |  |  |  |  |  |  |
|  |  |                                         |                                         |                                         |                                         |                                         |                                         |  |  |                |                |                |                |                |                |  |  |                                          |                                          |                                          |                                          |                                                                                                   |                                                                                                   |                                                                                                   |                                                                                                   | Azzone (?-?)                                                                                      | Azzone (?-?)                                                                                      | Azzone (?-?)                                         | Azzone (?-?)                                         | Azzone (?-?)                                         | Azzone (?-?)                                         |  |  | Andreotto (?-?)                                                 | Andreotto (?-?)                               | Andreotto (?-?)                               | Andreotto (?-?)                               | Andreotto (?-?)                               | Andreotto (?-?)                               |  |  | Otón (1207-1295) (señor, 1277-1278 y 1282-1285)  | Otón (1207-1295) (señor, 1277-1278 y 1282-1285)  | Otón (1207-1295) (señor, 1277-1278 y 1282-1285)  | Otón (1207-1295) (señor, 1277-1278 y 1282-1285)  | Otón (1207-1295) (señor, 1277-1278 y 1282-1285) | Otón (1207-1295) (señor, 1277-1278 y 1282-1285)  |  |  | Obizzo (?-?)                                    | Obizzo (?-?)                                    | Obizzo (?-?)                                    | Obizzo (?-?)                                    | Obizzo (?-?)                                    | Obizzo (?-?)                                    |  |  |  |  |  |  |  |  |  |  |  |  |  |  |  |  |  |  |  |  |
|  |  |                                         |                                         |                                         |                                         |                                         |                                         |  |  |                |                |                |                |                |                |  |  |                                          |                                          |                                          |                                          |                                                                                                   |                                                                                                   |                                                                                                   |                                                                                                   |                                                                                                   |                                                                                                   |                                                      |                                                      |                                                      |                                                      |  |  | Teobaldo (1230-1276)                                            |                                               |                                               |                                               |                                               |                                               |  |  |                                                  |                                                  |                                                  |                                                  | |                                                  |  |  |                                                 |                                                 |                                                 |                                                 |                                                 |                                                 |  |  |  |  |  |  |  |  |  |  |  |  |  |  |  |  |  |  |  |  |
|  |  |                                         |                                         |                                         |                                         |                                         |                                         |  |  |                |                |                |                |                |                |  |  |                                          |                                          |                                          |                                          |                                                                                                   |                                                                                                   |                                                                                                   |                                                                                                   |                                                                                                   |                                                                                                   |                                                      |                                                      |                                                      |                                                      |  |  |                                                                 |                                               |                                               |                                               |                                               |                                               |  |  |                                                  |                                                  |                                                  |                                                  | |                                                  |  |  |                                                 |                                                 |                                                 |                                                 |                                                 |                                                 |  |  |  |  |  |  |  |  |  |  |  |  |  |  |  |  |  |  |  |  |
|  |  |                                         |                                         |                                         |                                         |                                         |                                         |  |  |                |                |                |                |                |                |  |  |                                          |                                          |                                          |                                          |                                                                                                   |                                                                                                   |                                                                                                   |                                                                                                   |                                                                                                   |                                                                                                   |                                                      |                                                      |                                                      |                                                      |  |  |                                                                 |                                               |                                               |                                               |                                               |                                               |  |  |                                                  |                                                  |                                                  |                                                  | |                                                  |  |  |                                                 |                                                 |                                                 |                                                 |                                                 |                                                 |  |  |  |  |  |  |  |  |  |  |  |  |  |  |  |  |  |  |  |  |
|  |  |                                         |                                         |                                         |                                         |                                         |                                         |  |  |                |                |                |                |                |                |  |  |                                          |                                          |                                          |                                          |                                                                                                   |                                                                                                   |                                                                                                   |                                                                                                   | Mateo I (1250-1322) (Capitano del popolo, 1287-1298)                                              | Mateo I (1250-1322) (Capitano del popolo, 1287-1298)                                              | Mateo I (1250-1322) (Capitano del popolo, 1287-1298) | Mateo I (1250-1322) (Capitano del popolo, 1287-1298) | Mateo I (1250-1322) (Capitano del popolo, 1287-1298) | Mateo I (1250-1322) (Capitano del popolo, 1287-1298) |  |  |                                                                 |                                               |                                               |                                               |                                               |                                               |  |  | Uberto (1280-1315) (señor, 1287-1302, 1311-1322) | Uberto (1280-1315) (señor, 1287-1302, 1311-1322) | Uberto (1280-1315) (señor, 1287-1302, 1311-1322) | Uberto (1280-1315) (señor, 1287-1302, 1311-1322) | Uberto (1280-1315) (señor, 1287-1302, 1311-1322) | Uberto (1280-1315) (señor, 1287-1302, 1311-1322) |  |  |                                                 |                                                 |                                                 |                                                 |                                                 |                                                 |  |  |  |  |  |  |  |  |  |  |  |  |  |  |  |  |  |  |  |  |
|  |  |                                         |                                         |                                         |                                         |                                         |                                         |  |  |                |                |                |                |                |                |  |  |                                          |                                          |                                          |                                          |                                                                                                   |                                                                                                   |                                                                                                   |                                                                                                   | Mateo I (1250-1322) (Capitano del popolo, 1287-1298)                                              | Mateo I (1250-1322) (Capitano del popolo, 1287-1298)                                              | Mateo I (1250-1322) (Capitano del popolo, 1287-1298) | Mateo I (1250-1322) (Capitano del popolo, 1287-1298) | Mateo I (1250-1322) (Capitano del popolo, 1287-1298) | Mateo I (1250-1322) (Capitano del popolo, 1287-1298) |  |  |                                                                 |                                               |                                               |                                               |                                               |                                               |  |  | Uberto (1280-1315) (señor, 1287-1302, 1311-1322) | Uberto (1280-1315) (señor, 1287-1302, 1311-1322) | Uberto (1280-1315) (señor, 1287-1302, 1311-1322) | Uberto (1280-1315) (señor, 1287-1302, 1311-1322) | Uberto (1280-1315) (señor, 1287-1302, 1311-1322) | Uberto (1280-1315) (señor, 1287-1302, 1311-1322) |  |  |                                                 |                                                 |                                                 |                                                 |                                                 |                                                 |  |  |  |  |  |  |  |  |  |  |  |  |  |  |  |  |  |  |  |  |
|  |  |                                         |                                         |                                         |                                         |                                         |                                         |  |  |                |                |                |                |                |                |  |  |                                          |                                          |                                          |                                          |                                                                                                   |                                                                                                   |                                                                                                   |                                                                                                   |                                                                                                   |                                                                                                   |                                                      |                                                      |                                                      |                                                      |  |  |                                                                 |                                               |                                               |                                               |                                               |                                               |  |  |                                                  |                                                  |                                                  |                                                  | |                                                  |  |  |                                                 |                                                 |                                                 |                                                 |                                                 |                                                 |  |  |  |  |  |  |  |  |  |  |  |  |  |  |  |  |  |  |  |  |
|  |  | Galeazzo (1277-1328) (señor, 1322-1327) | Galeazzo (1277-1328) (señor, 1322-1327) | Galeazzo (1277-1328) (señor, 1322-1327) | Galeazzo (1277-1328) (señor, 1322-1327) | Galeazzo (1277-1328) (señor, 1322-1327) | Galeazzo (1277-1328) (señor, 1322-1327) |  |  | Marco (?-1329) | Marco (?-1329) | Marco (?-1329) | Marco (?-1329) | Marco (?-1329) | Marco (?-1329) |  |  | Luchino I (1287-1349) (señor, 1339-1349) | Luchino I (1287-1349) (señor, 1339-1349) | Luchino I (1287-1349) (señor, 1339-1349) | Luchino I (1287-1349) (señor, 1339-1349) | Luchino I (1287-1349) (señor, 1339-1349)                                                          | Luchino I (1287-1349) (señor, 1339-1349)                                                          |                                                                                                   |                                                                                                   |                                                                                                   |                                                                                                   |                                                      |                                                      |                                                      |                                                      |  |  | Stefano (1288-1327)                                             | Stefano (1288-1327)                           | Stefano (1288-1327)                           | Stefano (1288-1327)                           | Stefano (1288-1327)                           | Stefano (1288-1327)                           |  |  |                                                  |                                                  |                                                  |                                                  | |                                                  |  |  | Giovanni (1290-1354) (señor, 1339-1354)         | Giovanni (1290-1354) (señor, 1339-1354)         | Giovanni (1290-1354) (señor, 1339-1354)         | Giovanni (1290-1354) (señor, 1339-1354)         | Giovanni (1290-1354) (señor, 1339-1354)         | Giovanni (1290-1354) (señor, 1339-1354)         |  |  |  |  |  |  |  |  |  |  |  |  |  |  |  |  |  |  |  |  |
|  |  | Galeazzo (1277-1328) (señor, 1322-1327) | Galeazzo (1277-1328) (señor, 1322-1327) | Galeazzo (1277-1328) (señor, 1322-1327) | Galeazzo (1277-1328) (señor, 1322-1327) | Galeazzo (1277-1328) (señor, 1322-1327) | Galeazzo (1277-1328) (señor, 1322-1327) |  |  | Marco (?-1329) | Marco (?-1329) | Marco (?-1329) | Marco (?-1329) | Marco (?-1329) | Marco (?-1329) |  |  | Luchino I (1287-1349) (señor, 1339-1349) | Luchino I (1287-1349) (señor, 1339-1349) | Luchino I (1287-1349) (señor, 1339-1349) | Luchino I (1287-1349) (señor, 1339-1349) | Luchino I (1287-1349) (señor, 1339-1349)                                                          | Luchino I (1287-1349) (señor, 1339-1349)                                                          |                                                                                                   |                                                                                                   |                                                                                                   |                                                                                                   |                                                      |                                                      |                                                      |                                                      |  |  | Stefano (1288-1327)                                             | Stefano (1288-1327)                           | Stefano (1288-1327)                           | Stefano (1288-1327)                           | Stefano (1288-1327)                           | Stefano (1288-1327)                           |  |  |                                                  |                                                  |                                                  |                                                  | |                                                  |  |  | Giovanni (1290-1354) (señor, 1339-1354)         | Giovanni (1290-1354) (señor, 1339-1354)         | Giovanni (1290-1354) (señor, 1339-1354)         | Giovanni (1290-1354) (señor, 1339-1354)         | Giovanni (1290-1354) (señor, 1339-1354)         | Giovanni (1290-1354) (señor, 1339-1354)         |  |  |  |  |  |  |  |  |  |  |  |  |  |  |  |  |  |  |  |  |
|  |  |                                         |                                         |                                         |                                         |                                         |                                         |  |  |                |                |                |                |                |                |  |  |                                          |                                          |                                          |                                          |                                                                                                   |                                                                                                   |                                                                                                   |                                                                                                   |                                                                                                   |                                                                                                   |                                                      |                                                      |                                                      |                                                      |  |  |                                                                 |                                               |                                               |                                               |                                               |                                               |  |  |                                                  |                                                  |                                                  |                                                  | |                                                  |  |  |                                                 |                                                 |                                                 |                                                 |                                                 |                                                 |  |  |  |  |  |  |  |  |  |  |  |  |  |  |  |  |  |  |  |  |
|  |  | Azzone (1302-1339) (señor, 1329-1339)   | Azzone (1302-1339) (señor, 1329-1339)   | Azzone (1302-1339) (señor, 1329-1339)   | Azzone (1302-1339) (señor, 1329-1339)   | Azzone (1302-1339) (señor, 1329-1339)   | Azzone (1302-1339) (señor, 1329-1339)   |  |  |                |                |                |                |                |                |  |  | Luchino (?-1399)                         | Luchino (?-1399)                         | Luchino (?-1399)                         | Luchino (?-1399)                         | Luchino (?-1399)                                                                                  | Luchino (?-1399)                                                                                  |                                                                                                   |                                                                                                   | Mateo II (1319-1355) (señor, 1354-1355)                                                           | Mateo II (1319-1355) (señor, 1354-1355)                                                           | Mateo II (1319-1355) (señor, 1354-1355)              | Mateo II (1319-1355) (señor, 1354-1355)              | Mateo II (1319-1355) (señor, 1354-1355)              | Mateo II (1319-1355) (señor, 1354-1355)              |  |  | Galeazzo II (1320?-1378) (señor, 1354-1378)                     | Galeazzo II (1320?-1378) (señor, 1354-1378)   | Galeazzo II (1320?-1378) (señor, 1354-1378)   | Galeazzo II (1320?-1378) (señor, 1354-1378)   | Galeazzo II (1320?-1378) (señor, 1354-1378)   | Galeazzo II (1320?-1378) (señor, 1354-1378)   |  |  | Bernabò (1323-1385) (señor, 1354-1385)           | Bernabò (1323-1385) (señor, 1354-1385)           | Bernabò (1323-1385) (señor, 1354-1385)           | Bernabò (1323-1385) (señor, 1354-1385)           | Bernabò (1323-1385) (señor, 1354-1385) | Bernabò (1323-1385) (señor, 1354-1385)           |  |  |                                                 |                                                 |                                                 |                                                 |                                                 |                                                 |  |  |  |  |  |  |  |  |  |  |  |  |  |  |  |  |  |  |  |  |
|  |  | Azzone (1302-1339) (señor, 1329-1339)   | Azzone (1302-1339) (señor, 1329-1339)   | Azzone (1302-1339) (señor, 1329-1339)   | Azzone (1302-1339) (señor, 1329-1339)   | Azzone (1302-1339) (señor, 1329-1339)   | Azzone (1302-1339) (señor, 1329-1339)   |  |  |                |                |                |                |                |                |  |  | Luchino (?-1399)                         | Luchino (?-1399)                         | Luchino (?-1399)                         | Luchino (?-1399)                         | Luchino (?-1399)                                                                                  | Luchino (?-1399)                                                                                  |                                                                                                   |                                                                                                   | Mateo II (1319-1355) (señor, 1354-1355)                                                           | Mateo II (1319-1355) (señor, 1354-1355)                                                           | Mateo II (1319-1355) (señor, 1354-1355)              | Mateo II (1319-1355) (señor, 1354-1355)              | Mateo II (1319-1355) (señor, 1354-1355)              | Mateo II (1319-1355) (señor, 1354-1355)              |  |  | Galeazzo II (1320?-1378) (señor, 1354-1378)                     | Galeazzo II (1320?-1378) (señor, 1354-1378)   | Galeazzo II (1320?-1378) (señor, 1354-1378)   | Galeazzo II (1320?-1378) (señor, 1354-1378)   | Galeazzo II (1320?-1378) (señor, 1354-1378)   | Galeazzo II (1320?-1378) (señor, 1354-1378)   |  |  | Bernabò (1323-1385) (señor, 1354-1385)           | Bernabò (1323-1385) (señor, 1354-1385)           | Bernabò (1323-1385) (señor, 1354-1385)           | Bernabò (1323-1385) (señor, 1354-1385)           | Bernabò (1323-1385) (señor, 1354-1385) | Bernabò (1323-1385) (señor, 1354-1385)           |  |  |                                                 |                                                 |                                                 |                                                 |                                                 |                                                 |  |  |  |  |  |  |  |  |  |  |  |  |  |  |  |  |  |  |  |  |
|  |  |                                         |                                         |                                         |                                         |                                         |                                         |  |  |                |                |                |                |                |                |  |  |                                          |                                          |                                          |                                          |                                                                                                   |                                                                                                   |                                                                                                   |                                                                                                   |                                                                                                   |                                                                                                   |                                                      |                                                      |                                                      |                                                      |  |  | Gian Galeazzo (1351-1402) (señor, 1378-1395 y duque, 1395-1402) |                                               |                                               |                                               |                                               |                                               |  |  |                                                  |                                                  |                                                  |                                                  | |                                                  |  |  |                                                 |                                                 |                                                 |                                                 |                                                 |                                                 |  |  |  |  |  |  |  |  |  |  |  |  |  |  |  |  |  |  |  |  |
|  |  |                                         |                                         |                                         |                                         |                                         |                                         |  |  |                |                |                |                |                |                |  |  |                                          |                                          |                                          |                                          |                                                                                                   |                                                                                                   |                                                                                                   |                                                                                                   |                                                                                                   |                                                                                                   |                                                      |                                                      |                                                      |                                                      |  |  |                                                                 |                                               |                                               |                                               |                                               |                                               |  |  |                                                  |                                                  |                                                  |                                                  | |                                                  |  |  |                                                 |                                                 |                                                 |                                                 |                                                 |                                                 |  |  |  |  |  |  |  |  |  |  |  |  |  |  |  |  |  |  |  |  |
|  |  |                                         |                                         |                                         |                                         |                                         |                                         |  |  |                |                |                |                |                |                |  |  |                                          |                                          |                                          |                                          |                                                                                                   |                                                                                                   |                                                                                                   |                                                                                                   |                                                                                                   |                                                                                                   |                                                      |                                                      |                                                      |                                                      |  |  |                                                                 |                                               |                                               |                                               |                                               |                                               |  |  |                                                  |                                                  |                                                  |                                                  | |                                                  |  |  |                                                 |                                                 |                                                 |                                                 |                                                 |                                                 |  |  |  |  |  |  |  |  |  |  |  |  |  |  |  |  |  |  |  |  |
|  |  |                                         |                                         |                                         |                                         |                                         |                                         |  |  |                |                |                |                |                |                |  |  | Luis I, duque de Orléans (1372-1407)     | Luis I, duque de Orléans (1372-1407)     | Luis I, duque de Orléans (1372-1407)     | Luis I, duque de Orléans (1372-1407)     | Luis I, duque de Orléans (1372-1407)                                                              | Luis I, duque de Orléans (1372-1407)                                                              |                                                                                                   |                                                                                                   | Valentina (1371-1408)                                                                             | Valentina (1371-1408)                                                                             | Valentina (1371-1408)                                | Valentina (1371-1408)                                | Valentina (1371-1408)                                | Valentina (1371-1408)                                |  |  | Giovanni Maria (1388-1412) (duque, 1402-1412)                   | Giovanni Maria (1388-1412) (duque, 1402-1412) | Giovanni Maria (1388-1412) (duque, 1402-1412) | Giovanni Maria (1388-1412) (duque, 1402-1412) | Giovanni Maria (1388-1412) (duque, 1402-1412) | Giovanni Maria (1388-1412) (duque, 1402-1412) |  |  | Filippo Maria (1392-1447) (duque, 1412-1447)     | Filippo Maria (1392-1447) (duque, 1412-1447)     | Filippo Maria (1392-1447) (duque, 1412-1447)     | Filippo Maria (1392-1447) (duque, 1412-1447)     | Filippo Maria (1392-1447) (duque, 1412-1447) | Filippo Maria (1392-1447) (duque, 1412-1447)     |  |  |                                                 |                                                 |                                                 |                                                 |                                                 |                                                 |  |  |  |  |  |  |  |  |  |  |  |  |  |  |  |  |  |  |  |  |
|  |  |                                         |                                         |                                         |                                         |                                         |                                         |  |  |                |                |                |                |                |                |  |  | Luis I, duque de Orléans (1372-1407)     | Luis I, duque de Orléans (1372-1407)     | Luis I, duque de Orléans (1372-1407)     | Luis I, duque de Orléans (1372-1407)     | Luis I, duque de Orléans (1372-1407)                                                              | Luis I, duque de Orléans (1372-1407)                                                              |                                                                                                   |                                                                                                   | Valentina (1371-1408)                                                                             | Valentina (1371-1408)                                                                             | Valentina (1371-1408)                                | Valentina (1371-1408)                                | Valentina (1371-1408)                                | Valentina (1371-1408)                                |  |  | Giovanni Maria (1388-1412) (duque, 1402-1412)                   | Giovanni Maria (1388-1412) (duque, 1402-1412) | Giovanni Maria (1388-1412) (duque, 1402-1412) | Giovanni Maria (1388-1412) (duque, 1402-1412) | Giovanni Maria (1388-1412) (duque, 1402-1412) | Giovanni Maria (1388-1412) (duque, 1402-1412) |  |  | Filippo Maria (1392-1447) (duque, 1412-1447)     | Filippo Maria (1392-1447) (duque, 1412-1447)     | Filippo Maria (1392-1447) (duque, 1412-1447)     | Filippo Maria (1392-1447) (duque, 1412-1447)     | Filippo Maria (1392-1447) (duque, 1412-1447) | Filippo Maria (1392-1447) (duque, 1412-1447)     |  |  |                                                 |                                                 |                                                 |                                                 |                                                 |                                                 |  |  |  |  |  |  |  |  |  |  |  |  |  |  |  |  |  |  |  |  |
|  |  |                                         |                                         |                                         |                                         |                                         |                                         |  |  |                |                |                |                |                |                |  |  |                                          |                                          |                                          |                                          |                                                                                                   |                                                                                                   |                                                                                                   |                                                                                                   |                                                                                                   |                                                                                                   |                                                      |                                                      |                                                      |                                                      |  |  |                                                                 |                                               |                                               |                                               |                                               |                                               |  |  |                                                  |                                                  |                                                  |                                                  | |                                                  |  |  |                                                 |                                                 |                                                 |                                                 |                                                 |                                                 |  |  |  |  |  |  |  |  |  |  |  |  |  |  |  |  |  |  |  |  |
|  |  |                                         |                                         |                                         |                                         |                                         |                                         |  |  |                |                |                |                |                |                |  |  |                                          |                                          |                                          |                                          | Casa de Valois-Orléans (duques de Milán: Luis XII (1499-1500, 1500-1512), Francisco I (1515-1521) | Casa de Valois-Orléans (duques de Milán: Luis XII (1499-1500, 1500-1512), Francisco I (1515-1521) | Casa de Valois-Orléans (duques de Milán: Luis XII (1499-1500, 1500-1512), Francisco I (1515-1521) | Casa de Valois-Orléans (duques de Milán: Luis XII (1499-1500, 1500-1512), Francisco I (1515-1521) | Casa de Valois-Orléans (duques de Milán: Luis XII (1499-1500, 1500-1512), Francisco I (1515-1521) | Casa de Valois-Orléans (duques de Milán: Luis XII (1499-1500, 1500-1512), Francisco I (1515-1521) |                                                      |                                                      |                                                      |                                                      |  |  |                                                                 |                                               |                                               |                                               |                                               |                                               |  |  | Blanca Maria (1425-1468)                         | Blanca Maria (1425-1468)                         | Blanca Maria (1425-1468)                         | Blanca Maria (1425-1468)                         | Blanca Maria (1425-1468) | Blanca Maria (1425-1468)                         |  |  | Francesco Sforza (1401-1466) (duque, 1450-1466) | Francesco Sforza (1401-1466) (duque, 1450-1466) | Francesco Sforza (1401-1466) (duque, 1450-1466) | Francesco Sforza (1401-1466) (duque, 1450-1466) | Francesco Sforza (1401-1466) (duque, 1450-1466) | Francesco Sforza (1401-1466) (duque, 1450-1466) |  |  |  |  |  |  |  |  |  |  |  |  |  |  |  |  |  |  |  |  |
|  |  |                                         |                                         |                                         |                                         |                                         |                                         |  |  |                |                |                |                |                |                |  |  |                                          |                                          |                                          |                                          | Casa de Valois-Orléans (duques de Milán: Luis XII (1499-1500, 1500-1512), Francisco I (1515-1521) | Casa de Valois-Orléans (duques de Milán: Luis XII (1499-1500, 1500-1512), Francisco I (1515-1521) | Casa de Valois-Orléans (duques de Milán: Luis XII (1499-1500, 1500-1512), Francisco I (1515-1521) | Casa de Valois-Orléans (duques de Milán: Luis XII (1499-1500, 1500-1512), Francisco I (1515-1521) | Casa de Valois-Orléans (duques de Milán: Luis XII (1499-1500, 1500-1512), Francisco I (1515-1521) | Casa de Valois-Orléans (duques de Milán: Luis XII (1499-1500, 1500-1512), Francisco I (1515-1521) |                                                      |                                                      |                                                      |                                                      |  |  |                                                                 |                                               |                                               |                                               |                                               |                                               |  |  | Blanca Maria (1425-1468)                         | Blanca Maria (1425-1468)                         | Blanca Maria (1425-1468)                         | Blanca Maria (1425-1468)                         | Blanca Maria (1425-1468) | Blanca Maria (1425-1468)                         |  |  | Francesco Sforza (1401-1466) (duque, 1450-1466) | Francesco Sforza (1401-1466) (duque, 1450-1466) | Francesco Sforza (1401-1466) (duque, 1450-1466) | Francesco Sforza (1401-1466) (duque, 1450-1466) | Francesco Sforza (1401-1466) (duque, 1450-1466) | Francesco Sforza (1401-1466) (duque, 1450-1466) |  |  |  |  |  |  |  |  |  |  |  |  |  |  |  |  |  |  |  |  |
|  |  |                                         |                                         |                                         |                                         |                                         |                                         |  |  |                |                |                |                |                |                |  |  |                                          |                                          |                                          |                                          |                                                                                                   |                                                                                                   |                                                                                                   |                                                                                                   |                                                                                                   |                                                                                                   |                                                      |                                                      |                                                      |                                                      |  |  |                                                                 |                                               |                                               |                                               |                                               |                                               |  |  |                                                  |                                                  |                                                  |                                                  | |                                                  |  |  |                                                 |                                                 |                                                 |                                                 |                                                 |                                                 |  |  |  |  |  |  |  |  |  |  |  |  |  |  |  |  |  |  |  |  |
|  |  |                                         |                                         |                                         |                                         |                                         |                                         |  |  |                |                |                |                |                |                |  |  |                                          |                                          |                                          |                                          |                                                                                                   |                                                                                                   |                                                                                                   |                                                                                                   |                                                                                                   |                                                                                                   |                                                      |                                                      |                                                      |                                                      |  |  |                                                                 |                                               |                                               |                                               |                                               |                                               |  |  |                                                  |                                                  |                                                  |                                                  | Casa de los Sforza (duques de Milán: Galeazzo Maria (1466–1476), Giangaleazzo (1466–1476), Ludovico el Moro (1494-1499, 1500), Massimiliano (1512-1515), Francesco II (1521-1535)) |                                                  |  |  |                                                 |                                                 |                                                 |                                                 |                                                 |                                                 |  |  |  |  |  |  |  |  |  |  |  |  |  |  |  |  |  |  |  |  |